# Partido do Centro (Finlândia)
O Partido do Centro (em finlandês:  Suomen Keskusta, Kesk., em sueco:  Centern i Finland, C) é um partido político centrista da Finlândia. É um dos quatro maiores partidos políticos no país, junto com o Partido Social Democrata, o Partido da Coligação Nacional e o Partido dos Finlandeses.

## Ideologia
A ideologia do partido é incomum no contexto europeu. Ao contrário de muitos outros grandes partidos na Europa, a sua ideologia não se baseia principalmente em sistemas económicos. Em vez disso, as ideias de humanidade, educação, responsabilidade, liberdade, igualdade e justiça, espírito da terra, liberdade camponesa, descentralização, "a questão dos pobres", intergeracionalismo, ambientalismo e progressismo desempenham um papel fundamental nos discursos e escritos dos políticos do Partido de Centro. Desde o início da sua presença, o partido apoia uma sociedade descentralizada baseada na economia de mercado, uma segurança social favorável ao trabalho e igualdade de oportunidades.
No último programa do partido, o Partido do Centro pretende ser um partido de ideias e um movimento de civilização, um pioneiro ecológico e um construtor de paz e cooperação. Através do poder da civilização e da cultura, o partido luta pela humanidade e pela liberdade responsável, bem como por uma sociedade saudável baseada no empreendedorismo. O partido vê-se como um movimento de cooperação e reconciliação.
Apesar de pertencer à Internacional Liberal, o Partido de Centro não desempenha exatamente o mesmo papel na política finlandesa que os partidos liberais noutros países, porque o partido evoluiu de raízes agrárias.
O partido tem uma ala mais conservadora, e conservadores proeminentes dentro do partido, como Paavo Väyrynen, criticaram o liberalismo económico e cultural declarado. Além disso, o congresso do partido de 2010 votou contra o casamento entre pessoas do mesmo sexo. Quando o Parlamento finlandês votou sobre o casamento homossexual em 2014, 30 dos 36 parlamentares do Centro votaram contra.
O partido também está dividido na questão do aprofundamento da integração europeia e contém uma notável facção eurocéptica baseada nos seus interesses mais rurais. O partido rejeita expressamente uma Europa federal. O Partido do Centro se opôs originalmente à adesão da Finlândia à moeda euro, mas posteriormente afirmou que não tentaria se retirar da União Económica e Monetária depois que a Finlândia tivesse entrado.
Na Finlândia, não existe um grande partido que apoie o liberalismo per se. Em vez disso, o liberalismo é encontrado na maioria dos partidos principais, incluindo o Partido do Centro, que apoia a descentralização, o livre-arbítrio, o comércio livre e justo e as pequenas empresas. O Partido do Centro apoia caracteristicamente a descentralização, em particular diminuindo o poder central, aumentando o poder dos municípios e povoando o país de maneira uniforme. Entre 2003 e 2011, quando o partido liderou governos, essas políticas também se manifestaram como transferências de certas agências governamentais do capital para cidades menores nas regiões. O partido tem uma atitude negativa em relação à diminuição do número de municípios e apoia o fortalecimento do papel das províncias.
Durante o período da independência da Finlândia, o Partido do Centro foi o partido mais representado no governo. O presidente que mais tempo esteve no poder do país, Urho Kekkonen, era membro do partido, assim como dois outros presidentes.
Hoje, apenas uma pequena parte dos votos dados ao partido vem de fazendeiros e o Partido do Centro recebe o apoio de uma ampla gama de profissões. No entanto, ainda hoje a Finlândia rural e as pequenas cidades constituem a base de apoio mais forte para o partido, embora este também tenha buscado um avanço nas principais cidades do sul. Nas eleições parlamentares na Finlândia em 2011, o partido recebeu apenas 4,5% dos votos expressos na capital Helsínquia, em comparação com 33,4% no distrito eleitoral predominantemente rural de Oulu. A influência política do Partido do Centro é maior em municípios pequenos e rurais, especialmente na Ostrobótnia e na Carélia, onde geralmente possui maioria dos assentos nos conselhos municipais. Descentralização é a política mais característica do Partido do Centro.
Nas eleições parlamentares de 2015, o Partido do Centro, sob a liderança de Juha Sipilä, foi o partido mais votado com 21,1% dos votos, o que lhe concedeu 49 dos 200 lugares no Parlamento da Finlândia. No debate eleitoral, o Partido do Centro focou os grandes problemas económicos que a Finlândia enfrenta neste momento, com uma economia em recessão, uma produção industrial e uma exportação a diminuir, assim como um desemprego a aumentar. Para fazer face a essa situação, o partido promete criar 200 000 novos empregos, cortar 2000 milhões de euros no orçamento do estado, vender propriedade do estado, e baixar os impostos para os menos remunerados.

## Resultados Eleitorais

### Eleições legislativas
| Data | Líder                      | Cl. | Votos   | %              | +/-  | Deputados | +/      | Status               |
| ---- | -------------------------- | --- | ------- | -------------- | ---- | --------- | ------- | -------------------- |
| 1907 | Otto Karhi                 | 5.º | 51 242  | 5,75 / 100,00  |      | 9 / 200   |         | Oposição             |
| 1908 | Otto Karhi                 | 5.º | 51 756  | 6,39 / 100,00  | 0,64 | 10 / 200  | 1       | Oposição             |
| 1909 | Otto Karhi                 | 5.º | 56 943  | 6,73 / 100,00  | 0,34 | 13 / 200  | 4       | Oposição             |
| 1910 | Kyösti Kallio              | 5.º | 60 157  | 7,60 / 100,00  | 0,87 | 17 / 200  | 4       | Oposição             |
| 1911 | Kyösti Kallio              | 5.º | 62 885  | 7,84 / 100,00  | 0,24 | 16 / 200  | 1       | Oposição             |
| 1913 | Kyösti Kallio              | 5.º | 56 977  | 7,87 / 100,00  | 0,03 | 18 / 200  | 2       | Oposição             |
| 1916 | Kyösti Kallio              | 5.º | 71 608  | 9,00 / 100,00  | 1,13 | 19 / 200  | 1       | Oposição             |
| 1917 | Filip Saalasti             | 3.º | 122 900 | 12,38 / 100,00 | 3,38 | 26 / 200  | 7       | Governo              |
| 1919 | Santeri Alkio              | 2.º | 189 297 | 19,70 / 100,00 | 7,32 | 42 / 200  | 16      | Governo              |
| 1922 | Pekka Heikkinen            | 2.º | 175 401 | 20,27 / 100,00 | 0,57 | 45 / 200  | 3       | Governo              |
| 1924 | Pekka Heikkinen            | 2.º | 177 982 | 20,25 / 100,00 | 0,02 | 44 / 200  | 1       | Governo (1924–1926)  |
| 1924 | Pekka Heikkinen            | 2.º | 177 982 | 20,25 / 100,00 | 0,02 | 44 / 200  | 1       | Oposição (1926–1927) |
| 1927 | Pekka Heikkinen            | 2.º | 205 313 | 22,56 / 100,00 | 2,31 | 52 / 200  | 8       | Governo              |
| 1929 | Pekka Heikkinen            | 1.º | 248 762 | 26,15 / 100,00 | 3,59 | 60 / 200  | 8       | Governo              |
| 1930 | Pekka Heikkinen            | 2.º | 308 280 | 27,28 / 100,00 | 1,13 | 59 / 200  | 1       | Governo              |
| 1933 | Pekka Heikkinen            | 2.º | 249 758 | 22,54 / 100,00 | 4,74 | 53 / 200  | 6       | Governo              |
| 1936 | Pekka Heikkinen            | 2.º | 262 917 | 22,41 / 100,00 | 0,13 | 53 / 200  | Estável | Governo              |
| 1939 | Pekka Heikkinen            | 2.º | 296 529 | 22,86 / 100,00 | 0,45 | 56 / 200  | 3       | Governo              |
| 1945 | Viljami Kalliokoski        | 3.º | 362 662 | 21,35 / 100,00 | 1,51 | 49 / 200  | 7       | Governo              |
| 1948 | Vieno Johannes Sukselainen | 2.º | 455 635 | 24,24 / 100,00 | 2,89 | 56 / 200  | 7       | Oposição (1948–1950) |
| 1948 | Vieno Johannes Sukselainen | 2.º | 455 635 | 24,24 / 100,00 | 2,89 | 56 / 200  | 7       | Governo (1950–1951)  |
| 1951 | Vieno Johannes Sukselainen | 2.º | 421 613 | 23,26 / 100,00 | 0,98 | 51 / 200  | 5       | Governo              |
| 1954 | Vieno Johannes Sukselainen | 2.º | 483 598 | 24,10 / 100,00 | 0,84 | 53 / 200  | 2       | Governo              |
| 1958 | Vieno Johannes Sukselainen | 3.º | 448 364 | 23,06 / 100,00 | 1,04 | 48 / 200  | 5       | Governo              |
| 1962 | Vieno Johannes Sukselainen | 1.º | 528 409 | 22,95 / 100,00 | 0,11 | 53 / 200  | 5       | Governo              |
| 1966 | Johannes Virolainen        | 2.º | 503 047 | 21,23 / 100,00 | 1,72 | 49 / 200  | 4       | Governo              |
| 1970 | Johannes Virolainen        | 3.º | 434 150 | 17,12 / 100,00 | 4,11 | 36 / 200  | 13      | Governo              |
| 1972 | Johannes Virolainen        | 4.º | 423 039 | 16,41 / 100,00 | 0,71 | 35 / 200  | 1       | Oposição (1972)      |
| 1972 | Johannes Virolainen        | 4.º | 423 039 | 16,41 / 100,00 | 0,71 | 35 / 200  | 1       | Governo (1972–1975)  |
| 1975 | Johannes Virolainen        | 4.º | 484 772 | 17,63 / 100,00 | 1,22 | 39 / 200  | 4       | Governo              |
| 1979 | Johannes Virolainen        | 4.º | 500 478 | 17,29 / 100,00 | 0,34 | 36 / 200  | 3       | Governo              |
| 1983 | Paavo Väyrynen             | 3.º | 525 207 | 17,63 / 100,00 | 0,34 | 38 / 200  | 2       | Governo              |
| 1987 | Paavo Väyrynen             | 3.º | 507 460 | 17,62 / 100,00 | 0,01 | 40 / 200  | 2       | Oposição             |
| 1991 | Esko Aho                   | 1.º | 676 717 | 24,83 / 100,00 | 7,21 | 55 / 200  | 15      | Governo              |
| 1995 | Esko Aho                   | 2.º | 552 003 | 19,85 / 100,00 | 4,98 | 44 / 200  | 11      | Oposição             |
| 1999 | Esko Aho                   | 2.º | 600 592 | 22,40 / 100,00 | 2,35 | 48 / 200  | 4       | Oposição             |
| 2003 | Anneli Jäätteenmäki        | 1.º | 689 391 | 24,69 / 100,00 | 2,29 | 55 / 200  | 7       | Governo              |
| 2007 | Matti Vanhanen             | 1.º | 640 248 | 23,11 / 100,00 | 1,58 | 51 / 200  | 4       | Governo              |
| 2011 | Mari Kiviniemi             | 4.º | 463 266 | 15,76 / 100,00 | 7,35 | 35 / 200  | 16      | Oposição             |
| 2015 | Juha Sipilä                | 1.º | 626 218 | 21,10 / 100,00 | 5,34 | 49 / 200  | 13      | Governo              |
| 2019 | Juha Sipilä                | 4.º | 423 352 | 13,76 / 100,00 | 7,34 | 31 / 200  | 18      | Governo              |

### Eleições presidenciais
| Data | Candidato apoiado           | Voto popular                | Voto popular                | Voto popular                | Voto popular                | Colégio eleitoral           | Colégio eleitoral           | Colégio eleitoral           | Colégio eleitoral           | Colégio eleitoral           | Colégio eleitoral           | Status                      |
| Data | Candidato apoiado           | CI.                         | Votos                       | Eleitores                   | %                           | CI.                         | 1.ª Volta                   | CI.                         | 2.ª Volta                   | CI.                         | 3.ª Volta                   | Status                      |
| ---- | --------------------------- | --------------------------- | --------------------------- | --------------------------- | --------------------------- | --------------------------- | --------------------------- | --------------------------- | --------------------------- | --------------------------- | --------------------------- | --------------------------- |
| 1925 | Lauri Kristian Relander     | 3.º                         | 123 932                     | 69                          | 19,93 / 100,00              | 2.º                         | 69 / 300                    | 2.º                         | 97 / 300                    | 1.º                         | 172 / 300                   | Eleito                      |
| 1931 | Kyösti Kallio               | 3.º                         | 167 574                     | 69                          | 20,03 / 100,00              | 3.º                         | 64 / 300                    | 2.º                         | 53 / 300                    |                             |                             | Não Eleito                  |
| 1937 | Kyösti Kallio               | 3.º                         | 184 668                     | 56                          | 16,60 / 100,00              | 3.º                         | 56 / 300                    | 1.º                         | 177 / 300                   |                             |                             | Eleito                      |
| 1940 | Nenhuma candidatura apoiada | Nenhuma candidatura apoiada | Nenhuma candidatura apoiada | Nenhuma candidatura apoiada | Nenhuma candidatura apoiada | Nenhuma candidatura apoiada | Nenhuma candidatura apoiada | Nenhuma candidatura apoiada | Nenhuma candidatura apoiada | Nenhuma candidatura apoiada | Nenhuma candidatura apoiada | Nenhuma candidatura apoiada |
| 1943 | Arvo Manner                 | Sem voto popular            | Sem voto popular            | Sem voto popular            | Sem voto popular            | 5.º                         | 1 / 300                     |                             |                             |                             |                             | Não Eleito                  |
| 1946 | Nenhuma candidatura apoiada | Nenhuma candidatura apoiada | Nenhuma candidatura apoiada | Nenhuma candidatura apoiada | Nenhuma candidatura apoiada | Nenhuma candidatura apoiada | Nenhuma candidatura apoiada | Nenhuma candidatura apoiada | Nenhuma candidatura apoiada | Nenhuma candidatura apoiada | Nenhuma candidatura apoiada | Nenhuma candidatura apoiada |
| 1950 | Urho Kekkonen               | 4.º                         | 309 060                     | 62                          | 19,60 / 100,00              | 3.º                         | 62 / 300                    |                             |                             |                             |                             | Não Eleito                  |
| 1956 | Urho Kekkonen               | 1.º                         | 510 783                     | 88                          | 26,93 / 100,00              | 1.º                         | 88 / 300                    | 2.º                         | 102 / 300                   | 1.º                         | 151 / 300                   | Eleito                      |
| 1962 | Urho Kekkonen               | 1.º                         | 698 199                     | 111                         | 31,70 / 100,00              | 1.º                         | 199 / 300                   |                             |                             |                             |                             | Eleito                      |
| 1968 | Urho Kekkonen               | 1.º                         | 421 197                     | 65                          | 20,66 / 100,00              | 1.º                         | 201 / 300                   |                             |                             |                             |                             | Eleito                      |
| 1978 | Urho Kekkonen               | 2.º                         | 475 372                     | 64                          | 19,42 / 100,00              | 1.º                         | 259 / 300                   |                             |                             |                             |                             | Eleito                      |
| 1982 | Johannes Virolainen         | 3.º                         | 534 515                     | 53                          | 16,82 / 100,00              | 3.º                         | 53 / 300                    | 3.º                         | 53 / 300                    |                             |                             | Não Eleito                  |
| 1988 | Paavo Väyrynen              | 2.º                         | 636 375                     | 88                          | 20,57 / 100,00              | 2.º                         | 68 / 301                    | 2.º                         | 68 / 301                    |                             |                             | Não Eleito                  |

| Data | Candidato apoiado | 1.ª Volta | 1.ª Volta | 1.ª Volta      | 2.ª Volta | 2.ª Volta | 2.ª Volta      |
| Data | Candidato apoiado | CI.       | Votos     | %              | CI.       | Votos     | %              |
| ---- | ----------------- | --------- | --------- | -------------- | --------- | --------- | -------------- |
| 1994 | Paavo Väyrynen    | 3.º       | 623 415   | 19,50 / 100,00 |           |           |                |
| 2000 | Esko Aho          | 2.º       | 1 051 159 | 34,36 / 100,00 | 2.º       | 1 540 803 | 48,37 / 100,00 |
| 2006 | Matti Vanhanen    | 3.º       | 561 990   | 18,63 / 100,00 |           |           |                |
| 2012 | Paavo Väyrynen    | 3.º       | 536 555   | 17,53 / 100,00 |           |           |                |
| 2018 | Matti Vanhanen    | 5.º       | 122 383   | 4,09 / 100,00  |           |           |                |

### Eleições europeias
| Data | Cabeça de lista     | CI. | Votos   | %              | +/-  | Deputados | +/-     |
| ---- | ------------------- | --- | ------- | -------------- | ---- | --------- | ------- |
| 1996 | Esko Aho            | 1.º | 548 041 | 24,36 / 100,00 |      | 4 / 16    |         |
| 1999 | Esko Aho            | 2.º | 264 640 | 21,30 / 100,00 | 3,06 | 4 / 16    | Estável |
| 2004 | Anneli Jäätteenmäki | 2.º | 386 174 | 23,37 / 100,00 | 2,07 | 4 / 14    | Estável |
| 2009 | Anneli Jäätteenmäki | 2.º | 316 798 | 19,03 / 100,00 | 4,34 | 3 / 13    | 1       |
| 2014 | Olli Rehn           | 2.º | 339 895 | 19,67 / 100,00 | 0,64 | 3 / 13    | Estável |
| 2019 | Miikkael Azaize     | 5.º | 247 416 | 13,52 / 100,00 | 6,15 | 2 / 13    | 1       |